# 越谷警察署
越谷警察署（こしがやけいさつしょ）は、埼玉県越谷市にある、埼玉県警察が管轄する警察署の一つ。

## 所在地
- 埼玉県越谷市東越谷6丁目27番地6

## 管轄地域
- 越谷市

## 沿革
- 1982年（昭和57年） - 現在地で開署。
- 2018年（平成30年）2月15日 - 大相模交番を越谷レイクタウン駅北口前に移転し、越谷レイクタウン駅前交番として開所する。
- 2019年（平成31年）3月 - 老朽化のため、出羽駐在所の建替えを行い開所する。
- 2023年（令和5年）5月29日 - 庁舎建替のため東越谷7丁目11番地6の仮庁舎へ移転する[1]。

## 交番
- 越谷駅前交番：弥生町16番2号[2]
- 南越谷駅前交番：南越谷1丁目24番地1[2]
- 北越谷駅前交番：北越谷2丁目42番1[2]
- 蒲生駅前交番：蒲生寿町18番50号[2]
- 大袋駅前交番：袋山1341番地2[2]
- せんげん台駅前交番：千間台東1丁目61番地[2]
- 千間台西交番：千間台西3丁目3番地37[2]
- 赤山交番：赤山町2丁目59番5号[2]
- 越谷レイクタウン駅前交番：レイクタウン8丁目6番地2[2]
- 荻島交番：大字南荻島185番地3[2]
- 弥十郎交番：大字弥十郎764番地1[2]

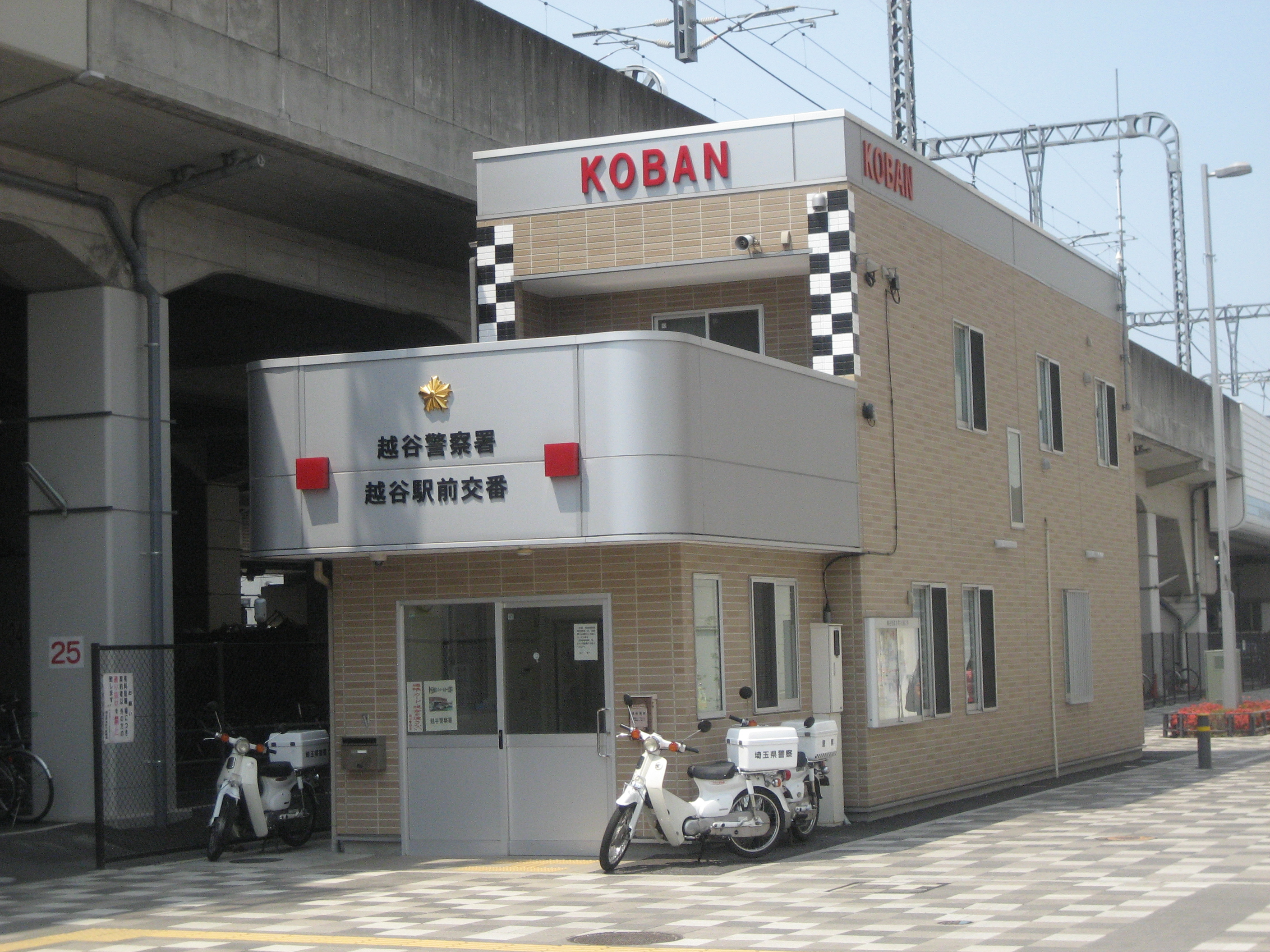
越谷駅前交番
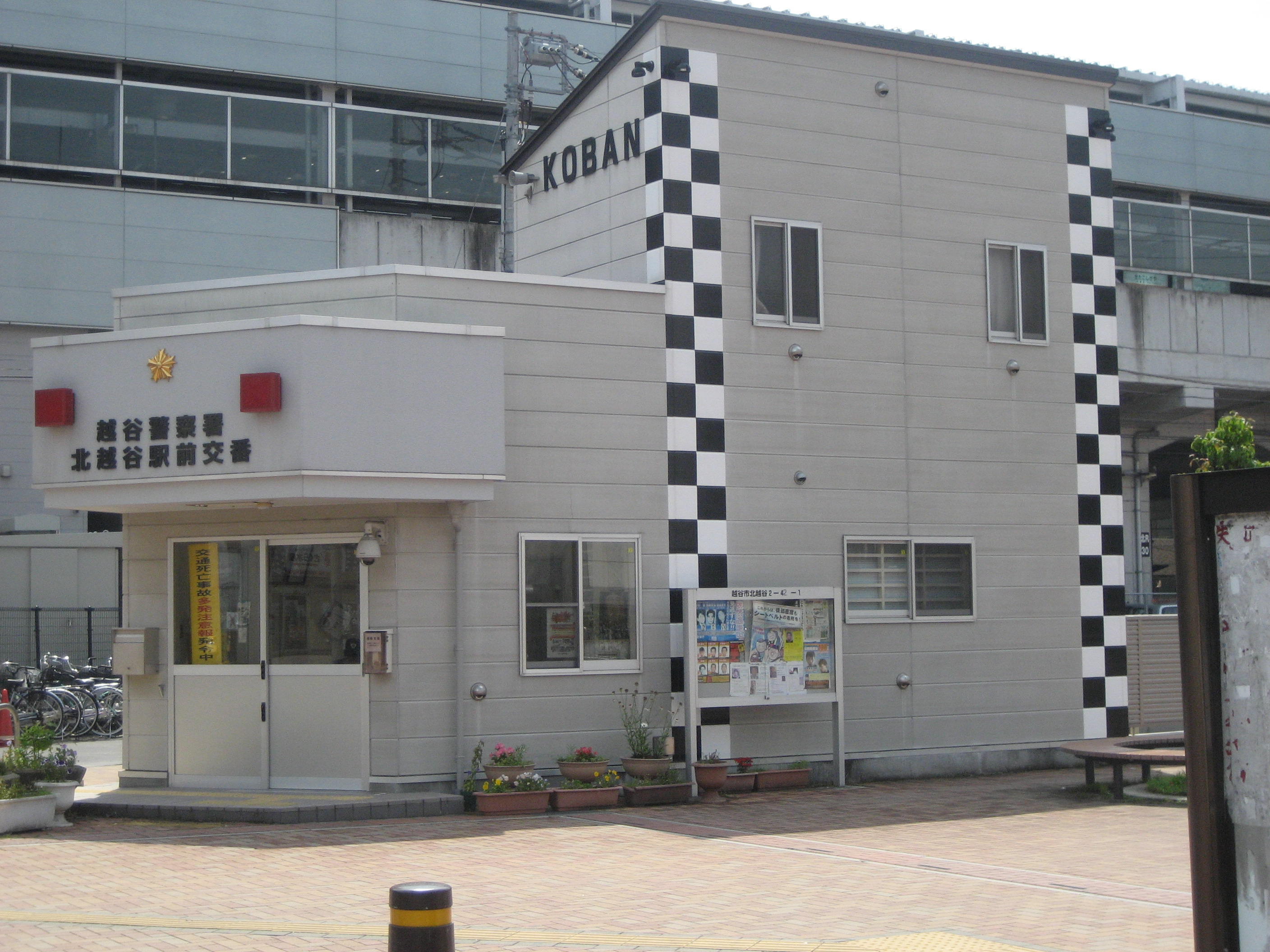
北越谷駅前交番
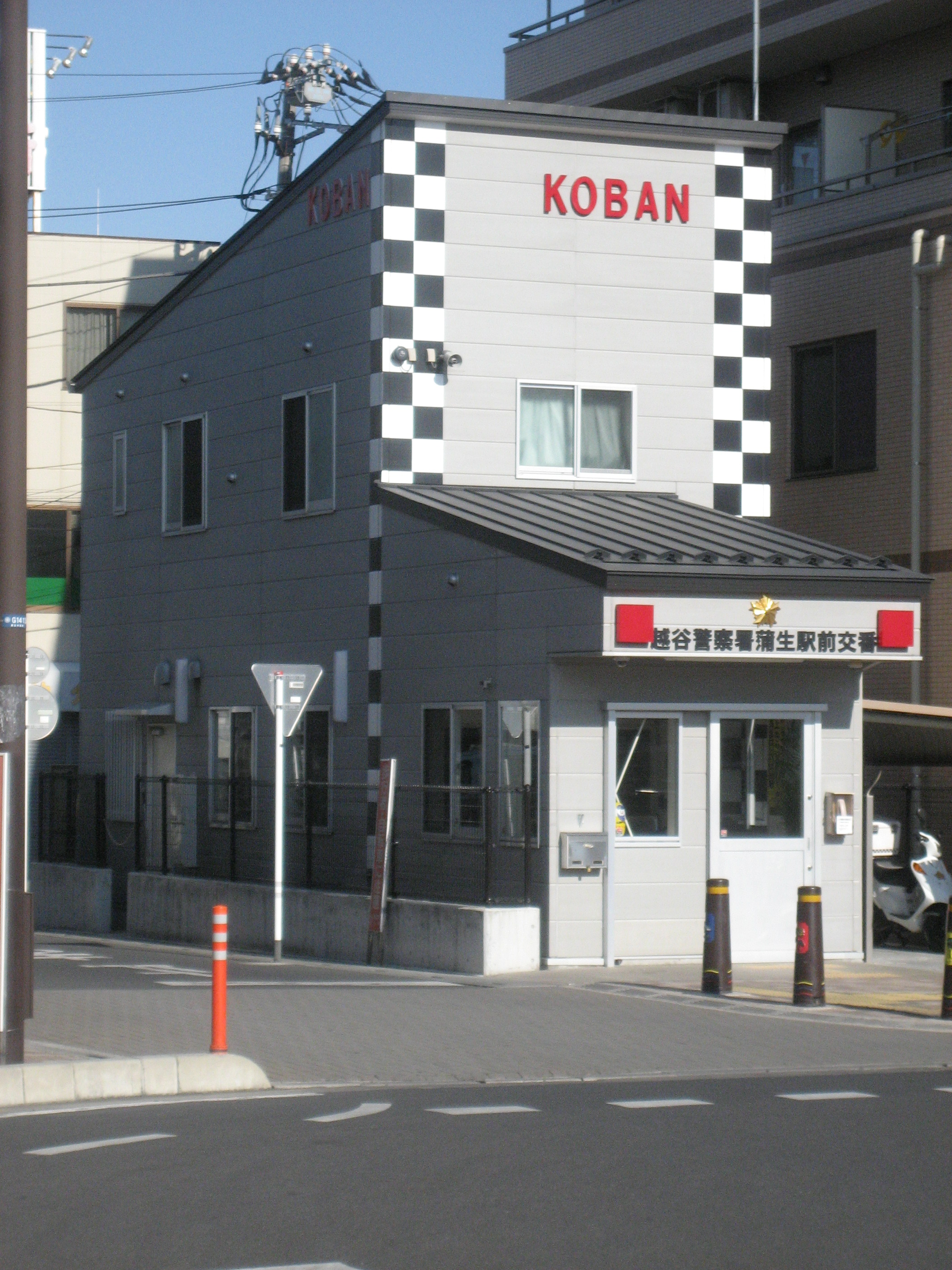
蒲生駅前交番
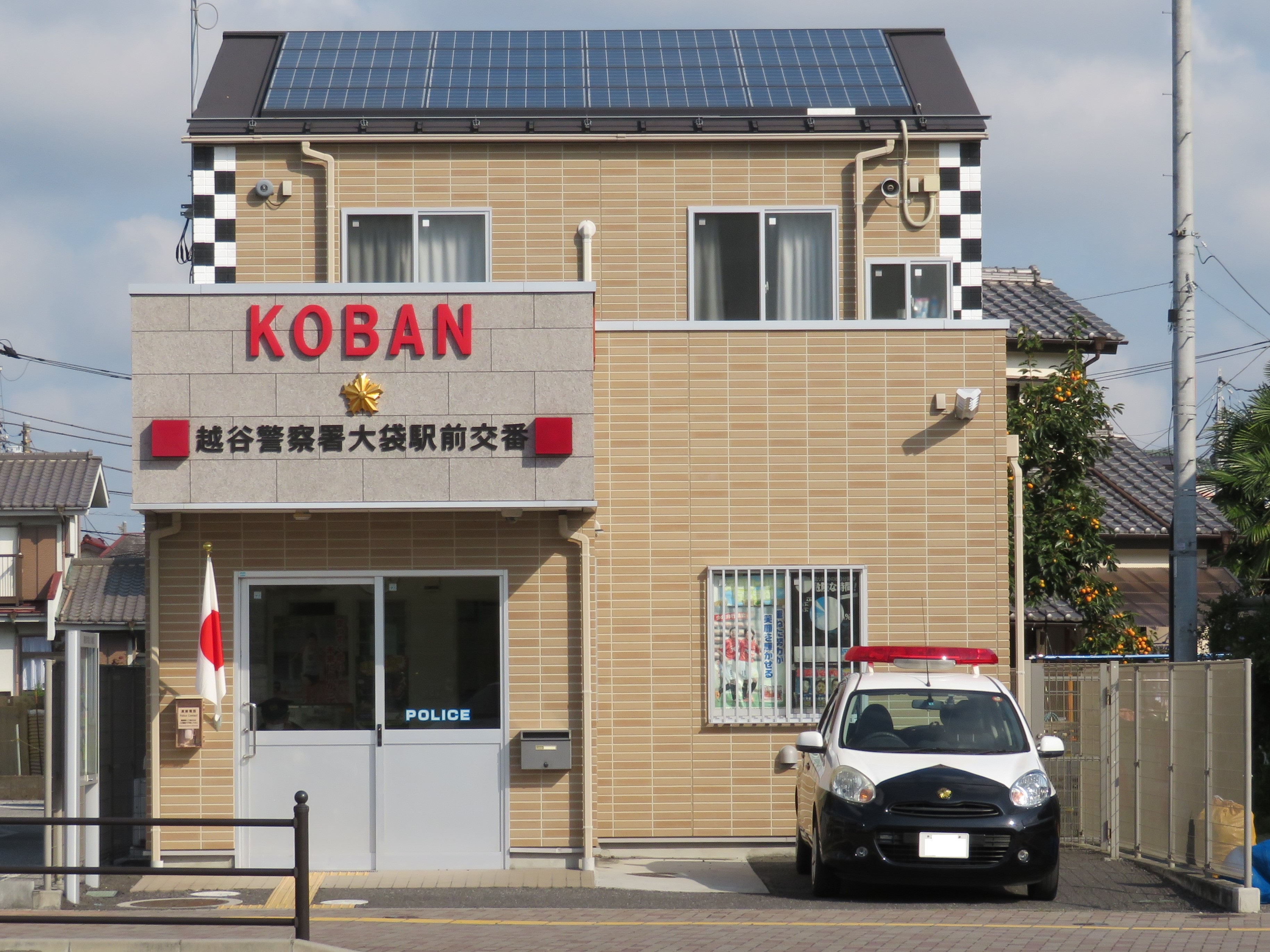
大袋駅前交番
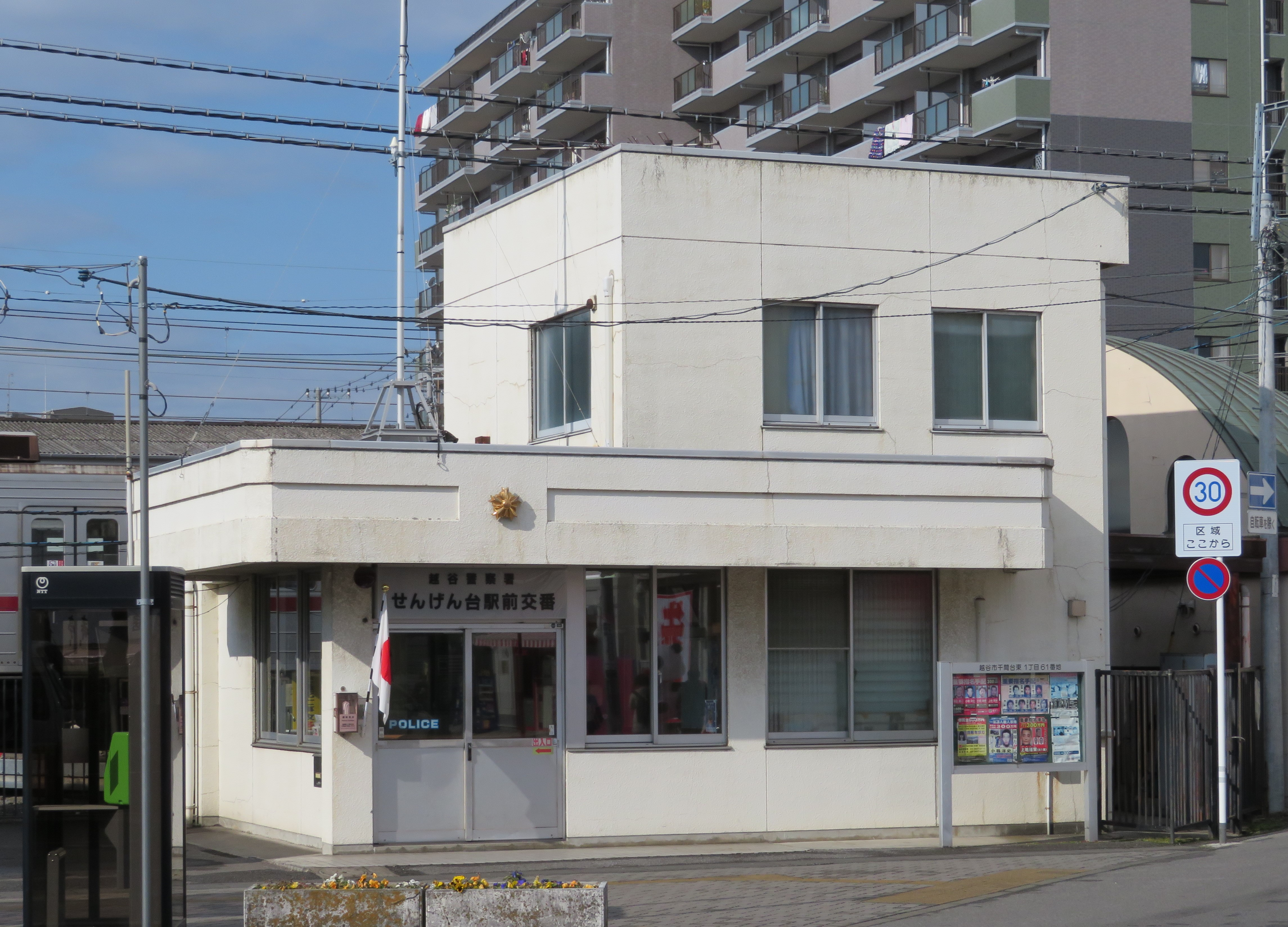
せんげん台駅前交番
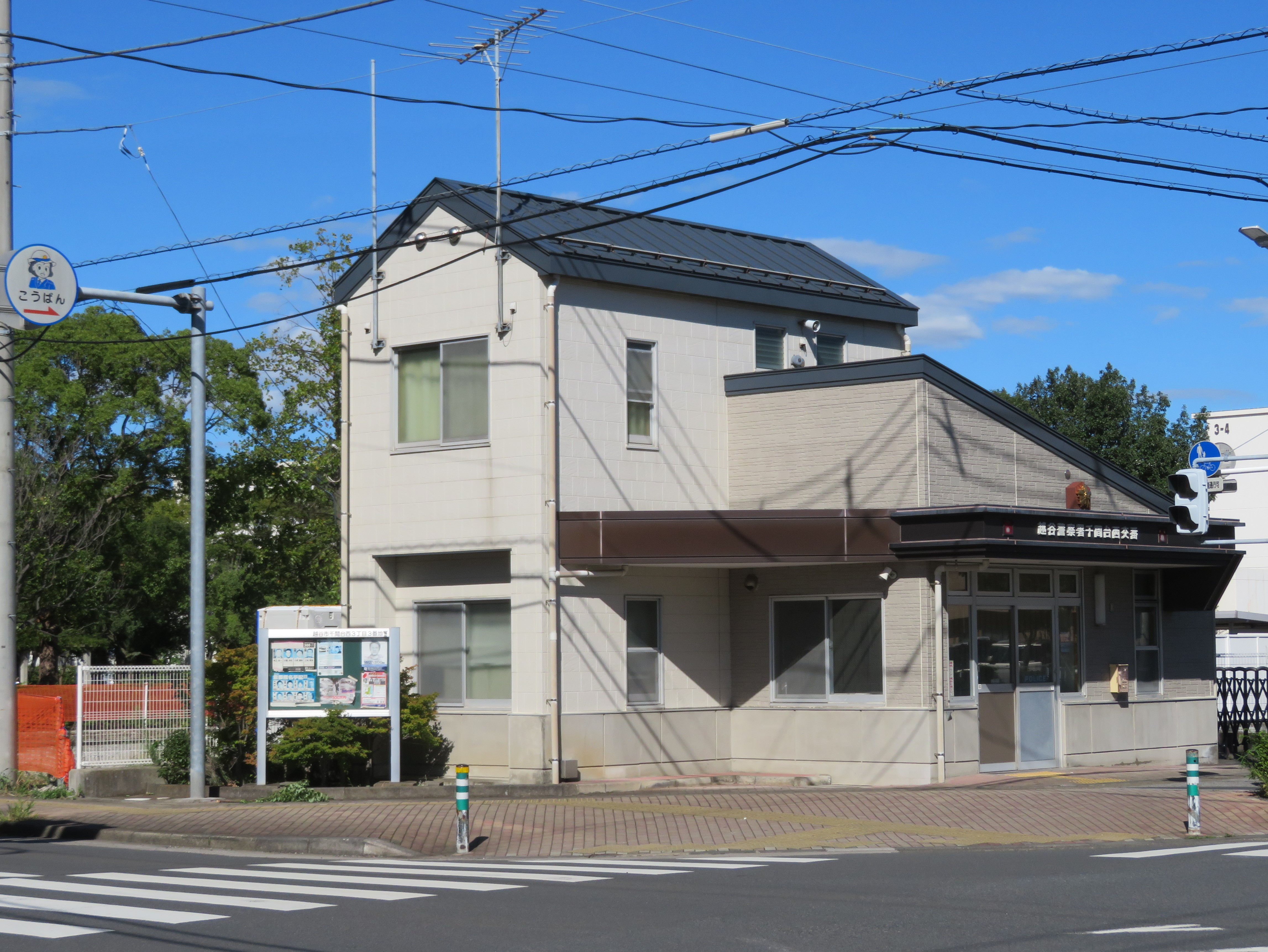
千間台西交番
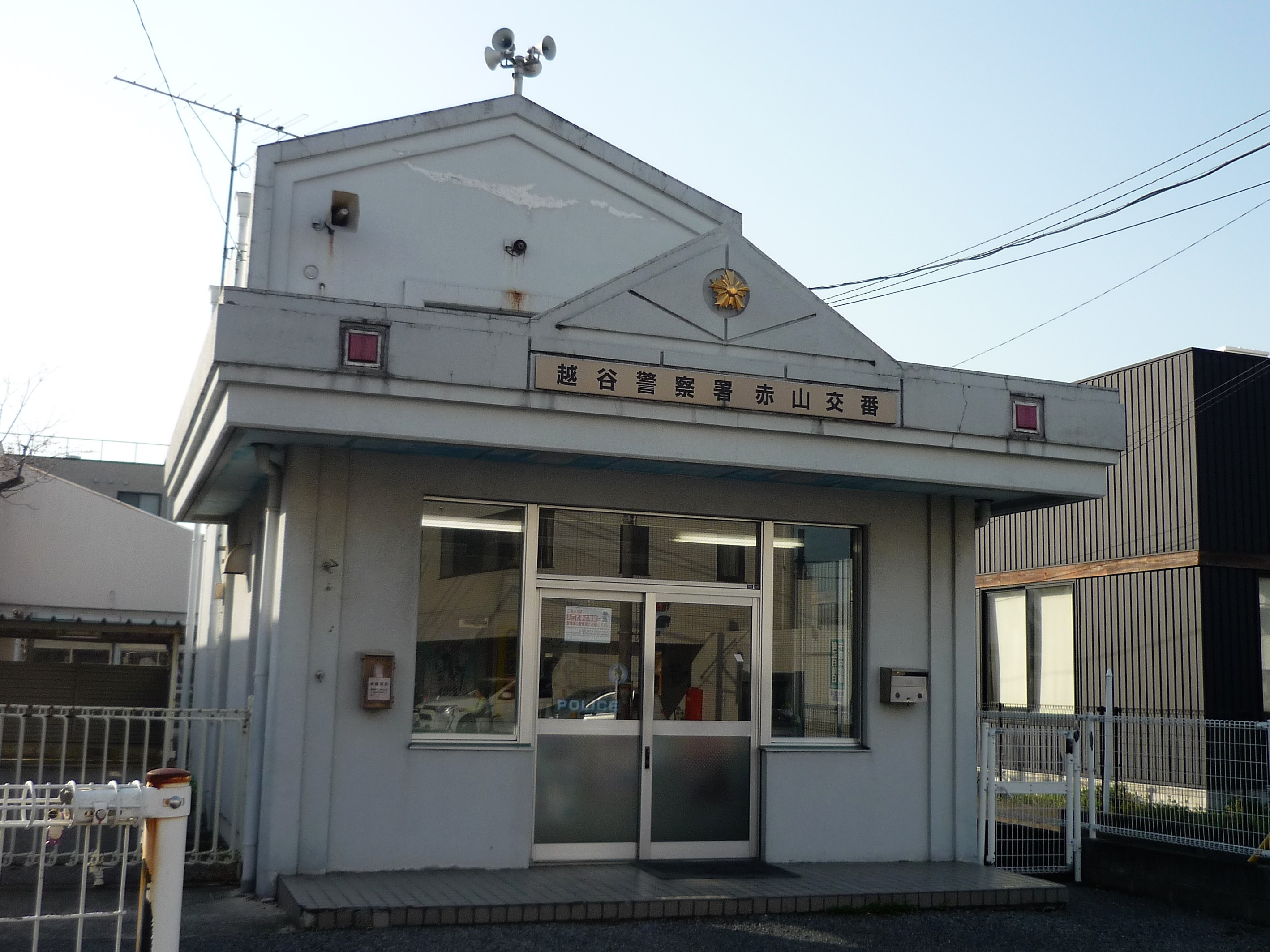
赤山交番
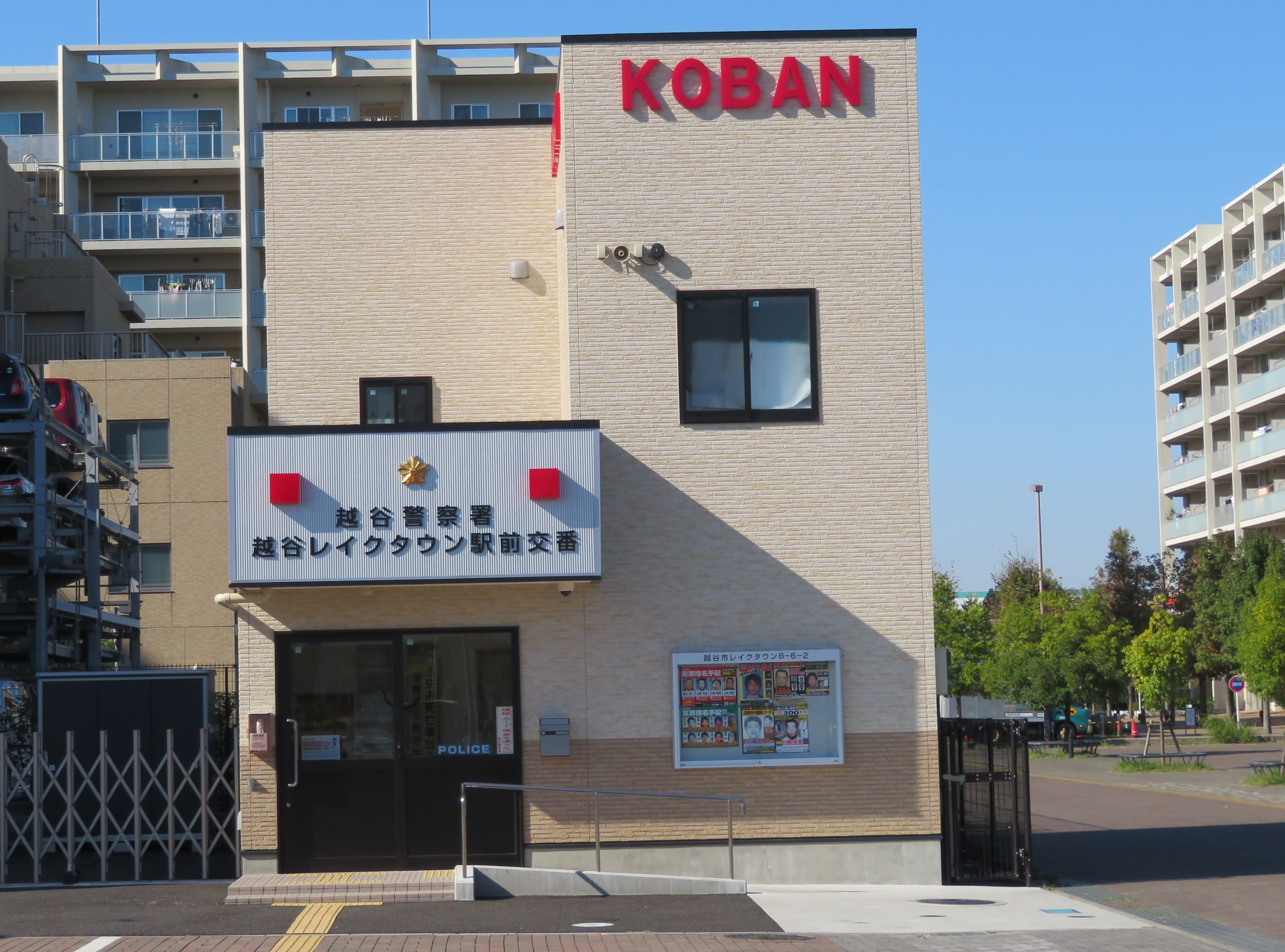
越谷レイクタウン駅前交番

## 駐在所
- 出羽駐在所：谷中町1丁目170番地1[2]
- 増林駐在所：大字増林3795番地1[2]
- 新方駐在所：大字北川崎112番地1[2]

## かつて設置されていた交番
- 大沢交番（大沢1丁目）：2005年（平成17年）に大沢連絡派出所に変更、その後2021年（令和3年）に廃止。
- 蒲生交番（蒲生寿町、越谷市消防署蒲生分署旧庁舎との合同庁舎）：蒲生分署庁舎建替えに伴い、蒲生駅東口前に移転し蒲生駅前交番に改称。
- 大袋交番（大里）：大袋駅西口前に移転し、大袋駅前交番に改称。
- 大相模交番（大成町2丁目234番地2）：越谷レイクタウン駅北口前に移転し、越谷レイクタウン駅前交番に改称。旧交番建物は越谷市に移管され、2018年（平成30年）6月1日に大相模安全安心ステーションとして開所[3]。

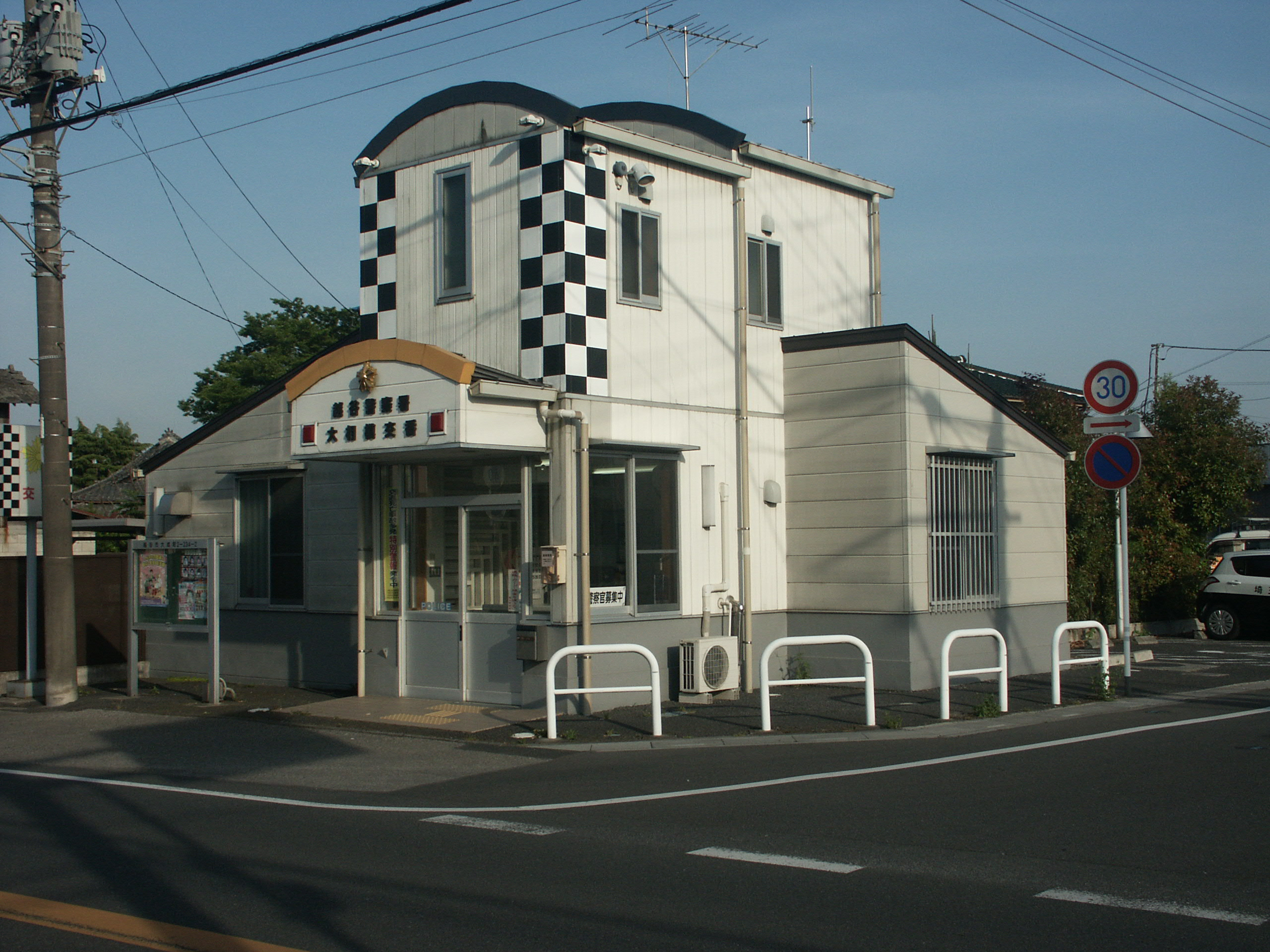
旧大相模交番